# Christer Youssef
Christer Youssef (ur. 1 grudnia 1987 w Sztokholmie) – szwedzki piłkarz pochodzenia syryjskiego, który grał na pozycji ofensywnego pomocnika. Były młodzieżowy reprezentant Szwecji. 
W swojej karierze występował m.in. w takich klubach jak: Assyriska FF, Aris Limassol, Djurgårdens IF, IF Brommapojkarna czy Hansy Rostock. 